# James Waldegrave
James Waldegrave, 1. hrabia Waldegrave (ur. 1684, zm. 11 kwietnia 1741) – brytyjski dyplomata.

## Życiorys
Jego ojcem był Henry Waldegrave, 1. baron Waldegrave.
James Waldegrave odziedziczył tytuł ojca w roku 1690 a 20 maja 1714,poślubił Mary Webbe, której ojcem był Sir John Webb, 3. baronet Webb mieli razem kilkoro dzieci:
- James Waldegrave (1714–1763)
- John Waldegrave (1718–1784)
- Henrietta Waldegrave (1717–1753), (pierwszy mąż: Lord Edward Herbert, drugi: John Beard (śpiewak w Covent Garden Opera).

Jego zona zmarła przy porodzie w roku 1719, po jej śmierci Waldegrave przeszedł z katolicyzmu na anglikanizm by móc objąć stanowisko w Izbie Lordów. Nosił krótko tytuł Lord of the Bedchamberw roku 1723 i potem w latach 1730–1741.
Był ambasadorem w Austrii w latach 1727–1730 i we Francji od 1730 do 1740. Po jego wyjeździe z Paryża na placówce pozostał Chargé d’affaires Anthony Thompson (do 1744 r.), a następny ambasador William Anne Keppel, 2. hrabia Albemarle przybył tam dopiero w 1748 roku.
Waldergrave interesował się zagadnieniami znanymi dziś jako teoria gier.